# Armando Matteo
Armando Matteo (Catanzaro, 21 de septiembre de 1970)  es un presbítero y teólogo italiano, Secretario para la Sección Doctrinal del Dicasterio para la doctrina de la fe desde 2022.

## Biografía
Después de estudiar Filosofía en la Universidad Católica del Sagrado Corazón de Milán, fue ordenado sacerdote el 20 de diciembre de 1997 . Posteriormente obtuvo el doctorado en teología en la Pontificia Universidad Gregoriana de Roma .
De 2005 a 2011 fue nombrado asistente eclesiástico nacional de la Federación Universitaria Católica Italiana.
Es profesor extraordinario de teología fundamental en la Pontificia Universidad Urbaniana, director de la Revista Universitaria Urbaniana desde 2019 y autor de numerosas publicaciones en el ámbito teológico.
El 12 de abril de 2021, el Papa Francisco lo nombró subsecretario adjunto de la Congregación para la Doctrina de la Fe, mientras que el 23 de abril de 2022 fue promovido a secretario de la sección doctrinal del mismo dicasterio.
El 16 de diciembre de 2023 fue nombrado miembro del Dicasterio para la Promoción de la Unidad de los Cristianos ad quinquennium et durante munere.

## Obras
- Armando Matteo (2001). Della fede dei laici. Il cristianesimo di fronte alla mentalità postmoderna. Rubbettino. ISBN 978-8849802016.
- Armando Matteo (2005). L'imperdonabile. Iride. ISBN 978-8888947372.
- Armando Matteo (2008). Come forestieri. Perché il cristianesimo è diventato estraneo agli uomini e alle donne del nostro tempo. Rubbettino. ISBN 978-8849821871.
- Armando Matteo (2009). La messa in dieci mosse. I verbi per vivere in pieno la celebrazione eucaristica. Sulla tua parola. ISBN 978-8882845612.
- Armando Matteo (2011). Nel nome del Dio sconosciuto. La provocazione di Gesù a credenti e non credenti. EMP. ISBN 978-8825018691.
- Armando Matteo (2011). Presenza infranta. Il disagio postmoderno del cristianesimo. Cittadella. ISBN 978-8830811317.
- Armando Matteo (2012). Come nessun altro. Invidia infelice e vita benedetta. Vita e pensiero. ISBN 978-8834322574.
- Armando Matteo (2012). La fuga delle quarantenni. Il difficile rapporto delle donne con la Chiesa. Rubbettino. ISBN 978-8849832211.
- Armando Matteo (2012). Il cammino del giovane. Qiqajon. ISBN 978-8882273644.
- Armando Matteo (2013). Sguardi sul cristianesimo. Da dove veniamo e dove stiamo andando. EMP. ISBN 978-8882273644.
- Armando Matteo (2013). In fiducia. Sul credere dei cristiani. EMP. ISBN 978-8825035995.
- Armando Matteo (2014). L'adulto che ci manca. Cittadella. ISBN 978-8830813618.
- Armando Matteo (2015). La difficile arte dell'imparare. Città ideale. ISBN 978-8864301129.
- Armando Matteo (2015). Insegnare agli ignoranti. Imparare è nascere di nuovo. EMP. ISBN 978-8830723160.
- Armando Matteo (2016). Tutti muoiono troppo giovani. Come la longevità sta cambiando la nostra vita e la nostra fede. Rubbettino. ISBN 978-8849846386.
- Armando Matteo (2017). La prima generazione incredula. Il difficile rapporto tra i giovani e la fede. Nuova ediz. Rubbettino. ISBN 978-8849851502.
- Armando Matteo (2017). Il Dio mite. Una teologia per il nostro tempo. San Paolo Edizioni. ISBN 978-8892210660.
- Armando Matteo (2018). La Chiesa che manca. I giovani, le donne e i laici nell'Evangelii gaudium. San Paolo Edizioni. ISBN 978-8892214255.
- Armando Matteo (2018). Il postmoderno spiegato ai cattolici e ai loro parroci. Prima lezione di teologia urbana. EMP. ISBN 978-8825046366.
- Armando Matteo (2018). Tutti giovani, nessun giovane. Le attese disattese della prima generazione incredula. Piemme. ISBN 978-8856664485.
- Armando Matteo (2020). Incontro al Natale. Un invito a credere di nuovo. Ancora. ISBN 978-8851423490.
- Armando Matteo (2020). Evviva la teologia. La scienza divina. San Paolo Edizioni. ISBN 978-8892222724.
- Armando Matteo (2020). Pastorale 4.0. Eclissi dell'adulto e trasmissione della fede alle nuove generazioni. Ancora. ISBN 978-8851422752.
- Armando Matteo (2020). Il nuovo bambino immaginario. Perché si è rotto il patto educativo tra genitori e figli. Rubbettino. ISBN 978-8849863345.
- Armando Matteo (2021). Nel cantiere dell'educare. Centro formazione e lavoro A. Grandi. ISBN 978-8831404112.
- Armando Matteo (2021). Io sono una missione. Cammino quaresimale e pasquale per tutti coloro che hanno a cuore giovani in compagnia di Papa Francesco. EMP. ISBN 978-8825052091.
- Armando Matteo (2021). Convertire Peter Pan. Il destino della fede nella società dell'eterna giovinezza. Ancora. ISBN 978-8851424305.